# Sierra de Villicum
La Sierra del Villicum es un subsistema orográfico perteneciente al cordón central o Precordillera de San Juan, ubicada del centro-oeste de Argentina, en centro sur de la provincia de San Juan, ocupando parte de la superficie de los departamentos Albardón y Ullum, cuya divisoria de aguas es al límite administrativo de dichas jurisdicciones. 
Alcanza una extensión de 40 km en dirección general de norte-sur, cuya altura media aproximada es de 1.500 m s. n. m.
Hacia el sur se encuentra el Valle del Tulúm, el cual lo conforma junto a las sierras de: Pie de Palo, Marquesado y Chica de Zonda.
- Datos: Q5680115